# Prosthetops nitens
Prosthetops nitens är en skalbaggsart som först beskrevs av Louis Albert Péringuey 1892.  Prosthetops nitens ingår i släktet Prosthetops och familjen vattenbrynsbaggar. Inga underarter finns listade i Catalogue of Life.